# Sapezal
Sapezal là một đô thị thuộc bang Mato Grosso, Brasil. Đô thị này có diện tích 13597,506 km², dân số năm 2007 là 14254 người, mật độ 1,05 người/km².